# Final Fantasy Origins
Final Fantasy I and II Premium Package est une compilation collector de deux jeux vidéo de rôle développée par Square Co., Ltd., sortie sur PlayStation en 2002 au Japon ainsi qu'en 2003 en Europe et Amérique du Nord. Dans ces deux dernières régions, la compilation a été publiée sous le nom Final Fantasy Origins et sous forme d'une édition ordinaire.
Il s'agit d'un coffret collector regroupant les versions PlayStation des deux jeux, qui sont également sortis séparément le même jour au Japon en édition ordinaire. Ils sont basés sur les remakes WonderSwan Color de Final Fantasy et Final Fantasy II, dont ils sont proches graphiquement.

## Histoire du développement
Déjà améliorée dans la version WonderSwan Color par rapport à la version NES originale, la bande-son a une nouvelle fois été remastérisée pour le format PlayStation, avec l'ajout de percussions notamment. Les musiques de Final Fantasy ont été réarrangées par Nobuo Uematsu, compositeur original des deux jeux, et celles de Final Fantasy II par Tsuyoshi Sekito (compositeur des musiques du jeu Brave Fencer Musashi). Les graphismes bénéficient également d'une meilleure résolution.
Dans les versions européennes et nord-américaines, les textes et dialogues ont été bénéficié d'une nouvelle traduction intégrale en anglais (Final Fantasy était précédemment sorti sur NES en 1990 aux États-Unis, mais Final Fantasy II était inédit en anglais). Loin des contraintes extrêmes de place de la NES à l'origine de dialogues souvent simplifiés, les capacités de la console ont permis à ces versions d'être bien plus fidèles aux versions originales japonaises.
Le premier épisode peut être joué avec le niveau de difficulté original (normal mode) ou bien avec un niveau plus facile (easy mode), dans lequel l'évolution des personnages est plus rapide et le prix des objets diminué. Le choix se fait au début du jeu.
Le deuxième épisode ne peut être joué dans un premier temps qu'en easy mode. Ce n'est qu'après avoir terminé le jeu une première fois que le normal mode est accessible. Contrairement au premier épisode, l'easy mode n'accélère pas l'évolution des personnages ni n'affaiblit les ennemis mais ne concerne que des changements mineurs (bouton de déplacement accéléré sur la carte, auto-ciblage d'un autre ennemi si celui visé est mort avant l'action d'un personnage, etc).
En outre, une scène cinématique en 3D a été réalisée pour l'introduction de chacun des deux épisodes. Un mode « Omake » (bonus) permet d'accéder à différentes informations sur les jeux : bestiaire (liste des monstres), liste des objets à trouver et artworks.

## À noter
Alors que les versions originales de Final Fantasy et Final Fantasy II sur cartouche NES n'autorisait chacune respectivement qu'une et quatre sauvegardes, une carte mémoire de PlayStation peut contenir jusqu'à seize sauvegardes de Final Fantasy I and II Premium Package.